# Grube Bergmannsglück (Dillenburg)
Die Grube Bergmannsglück (auch Rutsch genannt bzw. Bergmanns Glück geschrieben) war ein Eisen- und Kupferbergwerk bei Donsbach (Gemeinde Dillenburg) im Lahn-Dill-Kreis. Die Grube lag südwestlich und in relativer Nähe von Donsbach.

## Gangmittel
Der Gangzug lag innerhalb eines Bandes aus Schalstein, welches sich von oberhalb Donsbach über Nanzenbach nach Hirzenhain hinzog. Die Gruben auf diesem Gangzug waren:
- Altehoffnung bei Langenaubach
- Stangenwage, Bergmannsglück, Gnade Gottes bei Donsbach
- Rosengarten bei Sechshelden
- Nicolaus und Fortunatus bei Dillenburg
- Alte Lohrbach, Neuermuth, Gemeine Zeche bei Nanzenbach

Die Grube baute auf mehreren Gangmitteln, welche alle zwischen der 7. und der 12. Stunde streichten und mit Quarz und Letten ausgefüllt waren.
- 1.–7. Gang
- 8. Gang: quarzig, keilte in 150 m Teufe aus und fiel 72 % westlich bzw. südwestl. mit 50–60 Grad ein (auf Stangewage), identisch mit dem braunen bzw. hangenden Gang der Grube Stangewage
- 9.–10. Gang

## Geschichte
Die Grube Bergmannsglück bestand bereits vor 1730. In diesem Jahr wurden die ersten Erze der Grube in der Dillenburger Isabellenhütte verschmolzen.
1789 existierten nur der obere und der mittlere Stollen, welche miteinander durchschlägig waren.
Ein tieferer Stollen, dessen Sohle 24 m tiefer als die des oberen Stollen lag, kam bis 1867 hinzu. Der obere Stollen wies 1867 eine Länge von 90 m auf, der mittlere 130 m, der tiefe 560 m. Letzterer brachte 35 m Teufe ein. 1867 wurde nur Eisenstein gefördert. Die Erzvorkommen waren damals bereits bis zur Talsohle abgebaut.
Die Grube markscheidete gen Nordwesten mit den Gruben Stangenwage und Waidmannsheil sowie gen Süden mit der Grube Haus Nassau.
Eine Analyse des Eisensteins ergab: 36 % Eisen, 14 % Kalkerde, 1 % Bittererde, 3 % Tonerde, 18 % Kieselsäure

### Schließung
Die Grube wurde aufgrund der Erschöpfung der Vorkommen geschlossen. Heute erinnern die Halden am Rutsch und die gesicherten Öffnungen der Stollen an die alte Grube.

## Geologie
Im Südosten und Osten des Rheinischen Schiefergebirges liegt das sogenannte „Hessische Synklinorium“, wozu auch das Lahn-Dill-Gebiet gehört. Das, durch Überschiebung und Faltung im Paläozoikum (Devon) entstandene, Hessische Synklinorium weist geologisch einen komplizierten Aufbau auf. Es ist gekennzeichnet durch Bruchlinien, Hebungen und Verwerfungen. Im Lahn-Dill-Gebiet finden sich keine größeren zusammenhängenden Vorkommen.